# Flipped classroom
Flipped Classroom este o metodă de predare fost dezvoltată începând cu anii 1980 în Uniunea Sovietică și apoi teoretic mai departe în Occident de Eric Mazur⁠(d) și alții. În 2004, metoda a fost pusă în aplicare de către Sal Khan în academia sa online, iar în 2007 Jonathan Bergmann⁠(d) și Aaron Sams⁠(d) au aplicat-o la nivel de liceu în Statele Unite.
Metoda presupune transformarea procesului de predare într-un model centrat pe elevi, model în care acestora li se introduc subiectele noi în afara școlii, eliberând timpul de la clasă pentru explorarea lor mai în profunzime, creând astfel însemnate oportunități de învățare. Livrarea conținutului poate lua diferite forme, adesea lecții video pregătite de profesor sau de terți, dar și discuții colaborative online, cercetare digitală și lecturi de texte. Durata ideală a unei lecții video este de opt până la 12 minute.